# KTS Tarnobrzeg 2014/2015
Sezon 2014/15 KTS Tarnobrzeg
W sezonie 2014/15 KTS Tarnobrzeg uczestniczył w rozgrywkach polskiej Ekstraklasy, zdobywając po raz 24. tytuł Drużynowego Mistrza Polski oraz w rozgrywkach European Champions League Woman (Liga Mistrzyń ETTU), gdzie uplasował się na trzecim miejscu w grupie A, co skutkowało odpadnięciem z tego grona.
Po odpadnięciu z Ligi Mistrzyń drużyna KTS Tarnobrzeg podjęła walkę w ćwierćfinale rozgrywek Pucharu ETTU, ostatecznie zdobywając to trofeum po raz pierwszy w historii polskiego żeńskiego tenisa stołowego. Dotychczas jedynym polskim zespołem tenisa stołowego, który triumfował w europejskich rozgrywkach była męska drużyna AZS – AWF Gdańsk w 1985 roku (Klubowy Puchar Europy) w składzie: Andrzej Grubba, Leszek Kucharski, Andrzej Jakubowicz, Adam Giersz (trener).

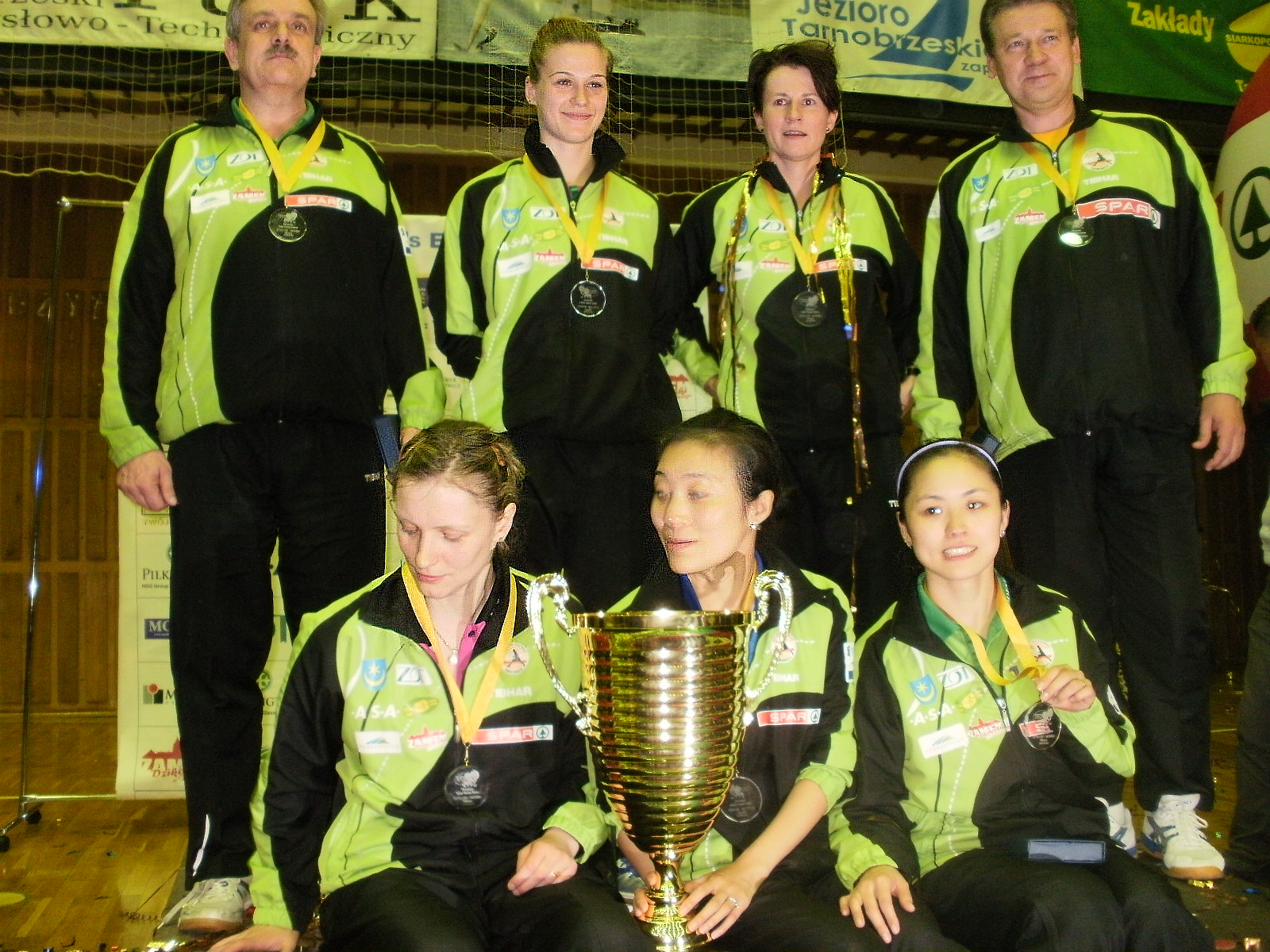
KTS Tarnobrzeg podczas dekoracji z okazji zdobycia Mistrzostwa Europy w rozgrywkach Pucharu Europejskiej Unii Tenisa Stołowego w 2015 roku.

## Kadra zespołu
| KTS Zamek Tarnobrzeg      | KTS Zamek Tarnobrzeg | KTS Zamek Tarnobrzeg |
| Nazwisko i imię           | Narodowość           | Data urodzenia       |
| ------------------------- | -------------------- | -------------------- |
| Stefańska Kinga (kapitan) | Polska               | 22 stycznia 1980     |
| Li Qian                   | /                    | 30 lipca 1986        |
| Štrbíková Renata          | Czechy               | 6 sierpnia 1979      |
| Han Ying                  | /                    | 29 kwietnia 1983     |
| Partyka Natalia           | Polska               | 27 lipca 1989        |
| Załomska Roksana          | Polska               | 29 kwietnia 1991     |

Trener: Zbigniew Nęcek (od 1 czerwca 1987 roku).

## Ekstraklasa

### Runda zasadnicza
| 1  | 7 września 2014      | KS GALAXY Białystok – KTS SPAR – Zamek Tarnobrzeg              | 0:3 |
| 2  | 14 września 2014     | KTS SPAR – Zamek Tarnobrzeg – MRKS Gdańsk                      | 3:0 |
| 3  | 20 września 2014     | KGHM-ZANAM DWSPiT Polkowice – KTS SPAR – Zamek Tarnobrzeg      | 0:3 |
| 4  | 5 października 2014  | KTS SPAR – Zamek Tarnobrzeg – KS BRONOWIANKA Kraków            | 3:0 |
| 5  | 15 października 2014 | SKTS Sochaczew – KTS SPAR – Zamek Tarnobrzeg                   | 0:3 |
| 6  | 24 października 2014 | KTS SPAR – Zamek Tarnobrzeg – KU AZS UE Wrocław                | 3:1 |
| 7  | 7 listopada 2014     | AZS AJD Częstochowa – KTS SPAR – Zamek Tarnobrzeg              | 0:3 |
| 8  | 19 listopada 2014    | KTS SPAR – Zamek Tarnobrzeg – POLMLEK ZAMER Lidzbark Warmiński | 3:1 |
| 9  | 7 grudnia 2014       | GLKS WANZL SCANIA Nadarzyn – KTS SPAR – Zamek Tarnobrzeg       | 0:3 |
| 10 | 10 stycznia 2015     | KTS SPAR – Zamek Tarnobrzeg – KS GALAXY Białystok              | 3:0 |
| 11 | 11 stycznia 2015     | MRKS Gdańsk – KTS SPAR – Zamek Tarnobrzeg                      | 0:3 |
| 12 | 22 stycznia 2015     | KTS SPAR – Zamek Tarnobrzeg – KGHM-ZANAM DWSPiT Polkowice      | 3:1 |
| 13 | 14 stycznia 2015     | KS BRONOWIANKA Kraków – KTS SPAR – Zamek Tarnobrzeg            | 0:3 |
| 14 | 14 lutego 2015       | KTS SPAR – Zamek Tarnobrzeg – SKTS Sochaczew                   | 3:0 |
| 15 | 21 lutego 2015       | KU AZS UE Wrocław – KTS SPAR – Zamek Tarnobrzeg                | 0:3 |
| 16 | 18 lutego 2015       | KTS SPAR – Zamek Tarnobrzeg – AZS AJD Częstochowa              | 3:1 |
| 17 | 24 marca 2015        | POLMLEK ZAMER Lidzbark Warmiński – KTS SPAR – Zamek Tarnobrzeg | 0:3 |
| 18 | 8 kwietnia 2015      | KTS SPAR – Zamek Tarnobrzeg – GLKS WANZL SCANIA Nadarzyn       | 3:0 |

| KTS Tarnobrzeg w tabeli Ekstraklasy kobiet w sezonie 2014/15 | KTS Tarnobrzeg w tabeli Ekstraklasy kobiet w sezonie 2014/15 | KTS Tarnobrzeg w tabeli Ekstraklasy kobiet w sezonie 2014/15 | KTS Tarnobrzeg w tabeli Ekstraklasy kobiet w sezonie 2014/15 | KTS Tarnobrzeg w tabeli Ekstraklasy kobiet w sezonie 2014/15 | KTS Tarnobrzeg w tabeli Ekstraklasy kobiet w sezonie 2014/15 | KTS Tarnobrzeg w tabeli Ekstraklasy kobiet w sezonie 2014/15 |
| Lokata                                                       | Drużyna                                                      | Mecze                                                        | Punkty                                                       | Zwycięstwa                                                   | Porażki                                                      | Bilans setów                                                 |
| ------------------------------------------------------------ | ------------------------------------------------------------ | ------------------------------------------------------------ | ------------------------------------------------------------ | ------------------------------------------------------------ | ------------------------------------------------------------ | ------------------------------------------------------------ |
| 1                                                            | KTS Zamek-SPAR Tarnobrzeg                                    | 18                                                           | 36                                                           | 18                                                           | 0                                                            | 54:4                                                         |
| 2                                                            | SKTS Sochaczew                                               | 18                                                           | 32                                                           | 16                                                           | 2                                                            | 48:14                                                        |
| 3                                                            | KU AZS UE Wrocław                                            | 18                                                           | 24                                                           | 12                                                           | 6                                                            | 40:26                                                        |
| 4                                                            | GLKS WANZL SCANIA Nadarzyn                                   | 18                                                           | 18                                                           | 9                                                            | 9                                                            | 32:37                                                        |

## Faza play-off
|  |          |                             |          |                |          |   |   |                             |       |       |       |       |
|  | Półfinał | Półfinał                    | Półfinał | Półfinał       | Półfinał |   |   | Finał                       | Finał | Finał | Finał | Finał |
|  | Półfinał | Półfinał                    | Półfinał | Półfinał       | Półfinał |   |   | Finał                       | Finał | Finał | Finał | Finał |
|  |          |                             |          |                |          |   |   |                             |       |       |       |       |
|  |          |                             |          |                |          |   |   |                             |       |       |       |       |
|  | 1        | KTS SPAR – Zamek Tarnobrzeg | 3        | 3              |          |   |   |                             |       |       |       |       |
|  | 1        | KTS SPAR – Zamek Tarnobrzeg | 3        | 3              |          |   |   |                             |       |       |       |       |
|  | 4        | GLKS WANZL Scania Nadarzyn  | 1        | 2              |          |   |   |                             |       |       |       |       |
|  | 4        | GLKS WANZL Scania Nadarzyn  | 1        | 2              |          |   | 1 | KTS SPAR – Zamek Tarnobrzeg | 3     | 3     |       |       |
|  |          |                             |          |                |          |   | 1 | KTS SPAR – Zamek Tarnobrzeg | 3     | 3     |       |       |
|  |          |                             | 2        | SKTS Sochaczew | 0        | 0 |   |                             |       |       |       |       |
|  | 2        | SKTS Sochaczew              | 2        | SKTS Sochaczew | 0        | 0 | 3 | 3                           |       |       |       |       |
|  | 2        | SKTS Sochaczew              |          |                |          |   |   |                             |       |       |       |       |
|  | 3        | KU AZS UE Wrocław           | 1        | 0              |          |   |   |                             |       |       |       |       |
|  | 3        | KU AZS UE Wrocław           | 1        | 0              |          |   |   |                             |       |       |       |       |
|  |          |                             |          |                |          |   |   |                             |       |       |       |       |

## Rozgrywki Europejskie

### Liga Mistrzyń
W rozgrywkach European Champions League Woman w tym sezonie występowało 8 drużyn podzielonych w wyniku losowania na dwie grupy. Do półfinału awansowały dwa najlepsze zespoły z każdej grupy. Trzecie miejsce w tabeli było premiowane awansem do ćwierćfinału Pucharu ETTU.
18 lipca 2014 roku odbyło się losowanie w wyniku którego drużyny występujące w Lidze Mistrzyń zostały podzielone na dwie grupy:
Grupa A

 Fenerbahçe Spor Kulübü Istanbul

 KTS SPAR – Zamek Tarnobrzeg

 SVNÖ Ströck Schwechat

 Szekszard AC
Grupa B

 Linz AG Froschberg

 TTC Berlin Eastside e.V.

 Metz TT

 Postas Sport Egyesulet
| 1 | 7 września 2014      | KTS SPAR – Zamek Tarnobrzeg – Szekszard AC                    | 3:1 |
| 2 | 3 października 2014  | KTS SPAR – Zamek Tarnobrzeg – Fenerbahçe Spor Kulübü Istanbul | 0:3 |
| 3 | 27 października 2014 | SVNÖ Ströck Schwechat – KTS SPAR – Zamek Tarnobrzeg           | 2:3 |
| 4 | 21 listopada 2014    | Szekszard AC – KTS SPAR – Zamek Tarnobrzeg                    | 3:2 |
| 5 | 30 listopada 2014    | Fenerbahçe Spor Kulübü Istanbul – KTS SPAR – Zamek Tarnobrzeg | 3:1 |
| 6 | 5 grudnia 2014       | KTS SPAR – Zamek Tarnobrzeg – SVNÖ Ströck Schwechat           | 2:3 |

| Tabela grupy A w rozgrywkach Ligi Mistrzyń ETTU | Tabela grupy A w rozgrywkach Ligi Mistrzyń ETTU | Tabela grupy A w rozgrywkach Ligi Mistrzyń ETTU | Tabela grupy A w rozgrywkach Ligi Mistrzyń ETTU | Tabela grupy A w rozgrywkach Ligi Mistrzyń ETTU | Tabela grupy A w rozgrywkach Ligi Mistrzyń ETTU |
| Lokata                                          | Drużyna                                         | Punkty                                          | Zwycięstwa                                      | Porażki                                         | Bilans setów                                    |
| ----------------------------------------------- | ----------------------------------------------- | ----------------------------------------------- | ----------------------------------------------- | ----------------------------------------------- | ----------------------------------------------- |
| 1                                               | Fenerbahçe Spor Kulübü Istanbul                 | 12                                              | 6                                               | 0                                               | 18:3                                            |
| 2                                               | SVNÖ Ströck Schwechat                           | 8                                               | 2                                               | 4                                               | 11:15                                           |
| 3                                               | KTS SPAR – Zamek Tarnobrzeg                     | 8                                               | 2                                               | 4                                               | 11:14                                           |
| 4                                               | Szekszard AC                                    | 8                                               | 2                                               | 4                                               | 8:16                                            |

### Puchar ETTU
| KTS Tarnobrzeg w rozgrywkach Pucharu ETTU w sezonie 2014/15 | KTS Tarnobrzeg w rozgrywkach Pucharu ETTU w sezonie 2014/15 | KTS Tarnobrzeg w rozgrywkach Pucharu ETTU w sezonie 2014/15             | KTS Tarnobrzeg w rozgrywkach Pucharu ETTU w sezonie 2014/15 |
| Runda                                                       | Data                                                        | Drużyny                                                                 | Wynik                                                       |
| ----------------------------------------------------------- | ----------------------------------------------------------- | ----------------------------------------------------------------------- | ----------------------------------------------------------- |
| ćwierćfinał                                                 | 16 stycznia 2015 25 stycznia 2015                           | SKST Mart Hodonin – KTS SPAR – Zamek Tarnobrzeg – SKST Mart Hodonin     | 0:3 :0                                                      |
| półfinał                                                    | 14 marca 2015 1 kwietnia 2015                               | TMK Tagmet Taganrok – KTS SPAR – Zamek Tarnobrzeg – TMK Tagmet Taganrok | 0:3 :1                                                      |
| finał                                                       | 8 maja 2015 29 maja 2015                                    | Metz TT – KTS SPAR – Zamek Tarnobrzeg – Metz TT                         | 1:3 :2                                                      |
| Mistrzostwo Europy                                          |                                                             |                                                                         |                                                             |